# 圣布兰
圣布兰（法語：Saint-Blin，法語發音：[sɛ̃ blɛ̃]）是法国上马恩省的一个市镇，位于该省东部，属于肖蒙区。

## 地理
圣布兰（48°16'17"N, 5°24'46"E）面积22.33 平方千米，位于法国大東部大區上马恩省，该省份为法国东北部内陆省份，北起马恩省和默兹省，西接奥布省，西南接科多尔省，东南接上索恩省，东临孚日省。
与圣布兰接壤的市镇（或旧市镇、城区）包括：克兰尚、埃科拉孔布、安贝尔维尔、马努瓦、奥尔克沃、瑟米伊、沃赛涅苏拉福什。

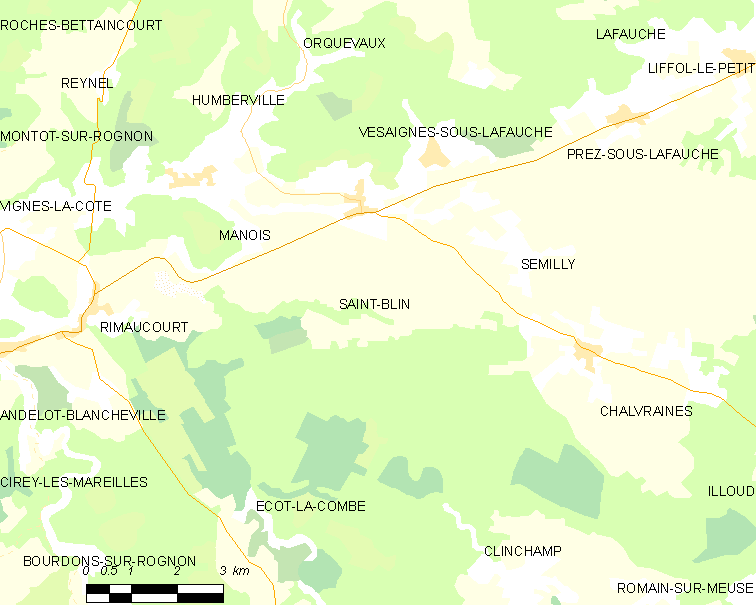
圣布兰的OSM定位图

圣布兰的时区为UTC+01:00、UTC+02:00（夏令时）。

## 行政
圣布兰的邮政编码为52700，INSEE市镇编码为52444。

## 政治
圣布兰所属的省级选区为普瓦松县。

## 人口

1962-2008年间圣布兰人口变化图示

圣布兰于2022年1月1日时的人口数量为335人。